# Освалдо Дортикос Торадо
Освалдо Дортикос Торадо (на испански: Osvaldo Dorticós Torrado) е кубински политик и президент на Куба от 1959 г. до 1976 г.

## Биография
Торадо е роден в богато семейство в Сиенфуегос, провинция Лас Вилас на 17 април 1919 г. Баща му е едновременно адвокат и лекар, а един от предците му е Томас Тери, известен предприемач роден във Венецуела с ирландски произход по бащина линия, който натрупва едно от най-големите богатства в Западното полукълбо (25 милиона долара към момента на смъртта му през 1886 г.) и който създава театър "Томас Тери" в Сиенфуегос. След като работи за кратко като учител, Торадо учи право и философия в Университета на Хавана, завършвайки право през 1941 г. Присъединява се към контролираната от комунистите Народна социалистическа партия и работи известно време като секретар на Хуан Маринельо, лидер на партията.
През 50-те години на миналия век Торадо създава просперираща адвокатска практика в Сиенфуегос и служи като комодор на яхт клуба на Сиенфуегос. Той категорично се противопоставя на правителството на Фулхенсио Батиста и участва в Движението за гражданска съпротива, снабдявайки революционните сили с оръжие и провизии. Избран за декан на Кубинската адвокатска колегия през 1958 г., преди да бъде арестуван от режима на Батиста през същата година и за кратко да бъде изгонен в Мексико.

### Роли в правителството
След успеха на Кубинската революция на 1 януари 1959 г. Торадо се завръща в Куба и е назначен за министър на революционните закони в кабинета, ръководен от Фидел Кастро. В това си качество играе важна роля в изготвянето на революционно законодателство като Закона за аграрната реформа и Основния органичен закон, който измества Конституцията от 1940 г. След оставката на президента Мануел Урутиа, Торадо е назначен за президент на Куба от Съвета на министрите на 17 юли 1959 г.
Като президент представлява Куба на Първата среща на върха на Движението на необвързаните държави в Белград, СФР Югославия (1961 г.) и на срещата на върха на Организацията на американските държави в Пунта дел Есте, Уругвай (1962 г.). По време на Кубинската ракетна криза от 1962 г. Торадо изнася реч в ООН, в която обявява, че Куба притежава ядрено оръжие, което се надява никога да не бъде използвано. Той присъства на встъпването в длъжност на президента на Аржентина Ектор Хосе Кампора на 25 май 1973 г. в Буенос Айрес, заедно с чилийския президент Салвадор Алиенде.
Освен като президент на Куба служи като член на секретариата на Централния комитет на Кубинската комунистическа партия (от 1965 г.); и като президент на Централния съвет за планиране (от 1964 г.). В по-голямата си част е фигурант, като реалната власт се държи от министър-председателя Фидел Кастро.
Нова конституция, приета през 1976 г. обединява постовете на президент и министър-председател. Кастро става президент, а Торадо е назначен за президент на Националната банка и член на Държавния съвет.

## Смърт
Освалдо Торадо се застрелва на 23 юни 1983 г. Самоубийството му се твъди е причинено от смъртта на жена му, както и от хронично заболяване на гръбначния стълб.